# Giấy chào mời (đại học)
Giấy chào mời (tiếng Anh: prospectus) của trường đại học hoặc trường học là một tài liệu được gửi đến các sinh viên tiềm năng (tương lai) để thu hút họ nộp đơn xin nhập học. Giấy chào mời thường chứa thông tin về cơ sở giáo dục và các khóa học có sẵn, cũng như hướng dẫn về cách đăng ký và lợi ích của việc nhập học tại đó. Nhiều trường đại học có giấy chào mời riêng cho từng khóa học hoặc nhóm khóa học mà họ cung cấp. Hầu hết các trường đại học đều có cả phiên bản giấy chào mời trực tuyến và trên giấy, và chúng được chia thành Giấy chào mời đại học và Giấy chào mời sau đại học. Giấy chào mời cũng có thể được gửi nếu được yêu cầu.
Bản cáo bạch thường chứa thông tin về các khóa học cá nhân, nhân viên (giáo sư), cựu sinh viên đáng chú ý, khuôn viên trường, các cơ sở đặc biệt (như phòng biểu diễn cho các trường âm nhạc hoặc sân khấu diễn xuất cho các trường kịch nghệ), làm thế nào để liên lạc với trường đại học và làm thế nào để đến trường.
Mặc dù ban đầu là một từ trong tiếng Latinh, nhưng trong tiếng Anh, dạng số nhiều của nó là prospectuses. Số nhiều trong tiếng Latinh của nó là prospectūs.